# Cassiodoro
Flávio Magno Aurélio Cassiodoro Senador (em latim: Flavius Magnus Aurelius Cassiodorus Senator; Squillace, 490 — 581), mais conhecido apenas por Cassiodoro, foi um escritor e estadista romano, conselheiro do rei ostrogodo Teodorico, o Grande, que se destacou pelos seus dotes jurídicos e literários e ocupou importantes cargos na administração pública ostrogoda da Itália. O apelido Senador (Senator) no seu nome é antroponímico, não significando que fosse senador.

## Biografia
Cassiodoro nasceu em Escilaceu (Scyllaceum; actual Squillace, no sul da península Itália), de uma família aparentemente de origem síria ligada à administração romana, já que seu pai ocupou o cargo de governador da província romana da Sicília.

Iniciou a sua vida pública como conselheiro de seu pai, quando este ocupou o cargo de governador da Sicília, tornando-se conhecido pelos seus conhecimentos jurídicos. Tendo-se fixado em Roma, foi nomeado questor por volta do ano 507, exercendo esse cargo até ao ano de 511. Foi feito cônsul no ano de 514.
No ano de 523, Cassiodoro sucedeu, no posto de mestre dos ofícios, a Boécio, que tinha entretanto caído em desgraça e que seria executado por traição no ano imediato. Para além disso o sogro de Boécio, e seu mentor, já que o tinha educado em sua casa desde os sete anos de idade, seria também executado no ano seguinte, o que parece indiciar, para além das tensões religiosas entre a ortodoxia cristã e o arianismo de Teodorico, uma deterioração nas relações entre a antiga aristocracia senatorial romana, centrada em Roma, e os aderentes da governação gótica, centrada em Ravena. Apesar do detalhe com que descreve a administração do tempo, a colectânea Variae epistolae de Cassiodoro não dá qualquer indicação sobre estas matérias, não havendo qualquer menção à morte de Boécio na sua correspondência ou nas obras restantes de Cassiodoro, embora se tenha descoberto uma biografia de Boécio da sua autoria.

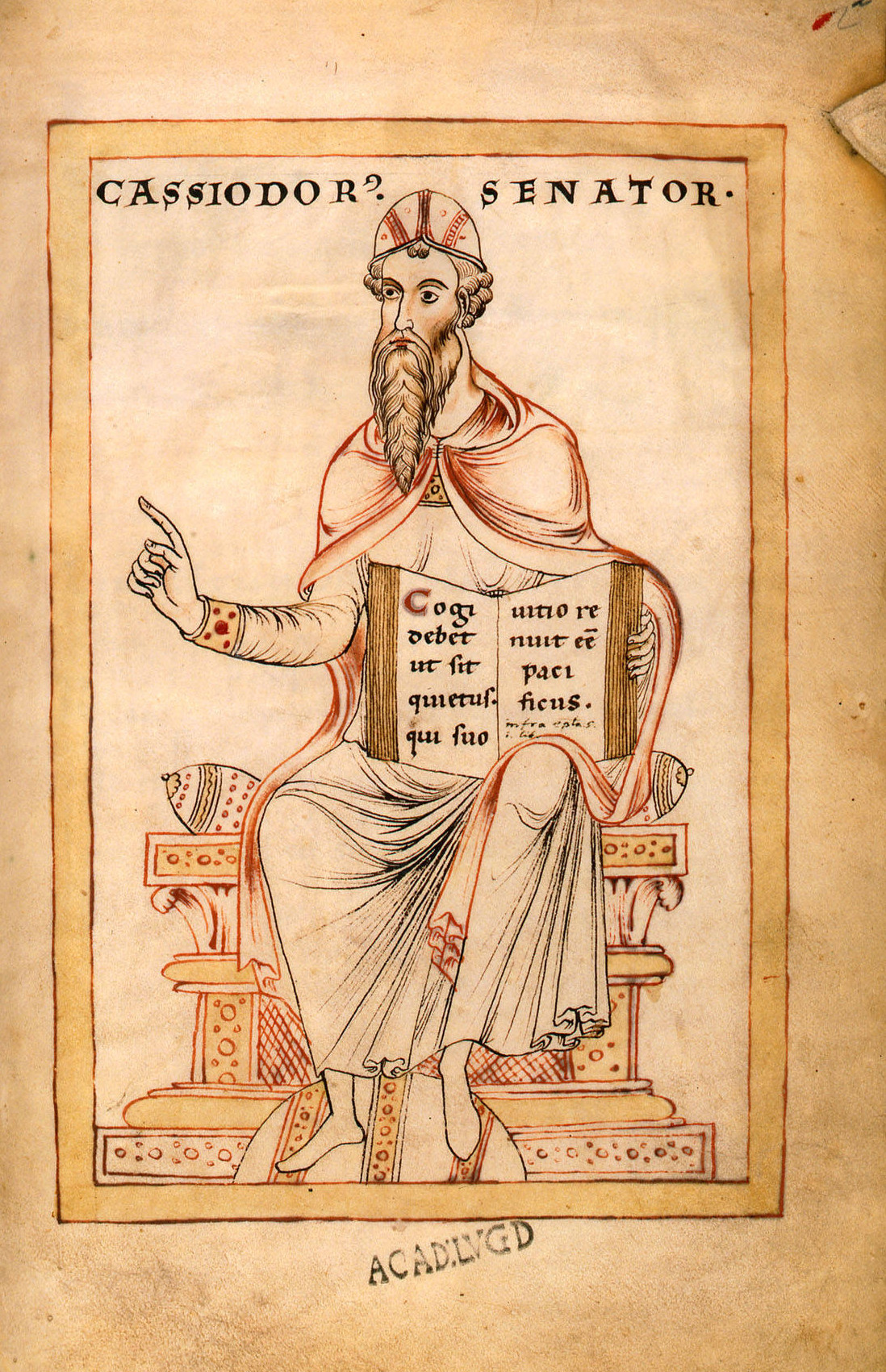
Cassiodoro, em um manuscrito do século XII

O posto de mestre dos ofícios, isto é chefe dos serviços administrativos da corte e do governo, do rei ostrogodo Teodorico, o Grande, era um dos mais importantes cargos da administração civil ostrogoda, o qual Cassiodoro manteve durante o resto do reinado de Teodorico e durante a regência de Atalarico, o jovem príncipe que foi seu sucessor.
Cassiodoro mantinha copiosos registos e apontamentos sobre todas as matérias que diziam respeito à administração pública e à política do seu tempo. Os seus dotes literários e jurídicos eram tão considerados na corte gótica que quando estava em Ravena eram-lhe confiados para redacção os documentos mais significativos da administração real.
Quando em princípios do ano de 534, Atalarico morreu, o reino ostrogodo entrou em convulsão e Cassiodoro foi obrigado a passar o resto da sua carreira administrativa a lidar com as intrigas dinásticas entre a nobreza ostrogoda e com os problemas da reconquista bizantina.
Mesmo assim, a sua carreira administrativa culminou com a nomeação para o cargo de prefeito pretoriano da Itália, cargo que correspondia a uma espécie de primeiro-ministro encarregue da administração civil do Reino Ostrogótico, cargo a que correspondiam grandes honrarias, sendo considerado um fecho de ouro para uma carreira na administração real. As suas últimas cartas oficiais são emitidas em nome de Vitige, tendo já o seu sucessor no cargo de prefeito sido nomeado pela corte em Constantinopla.

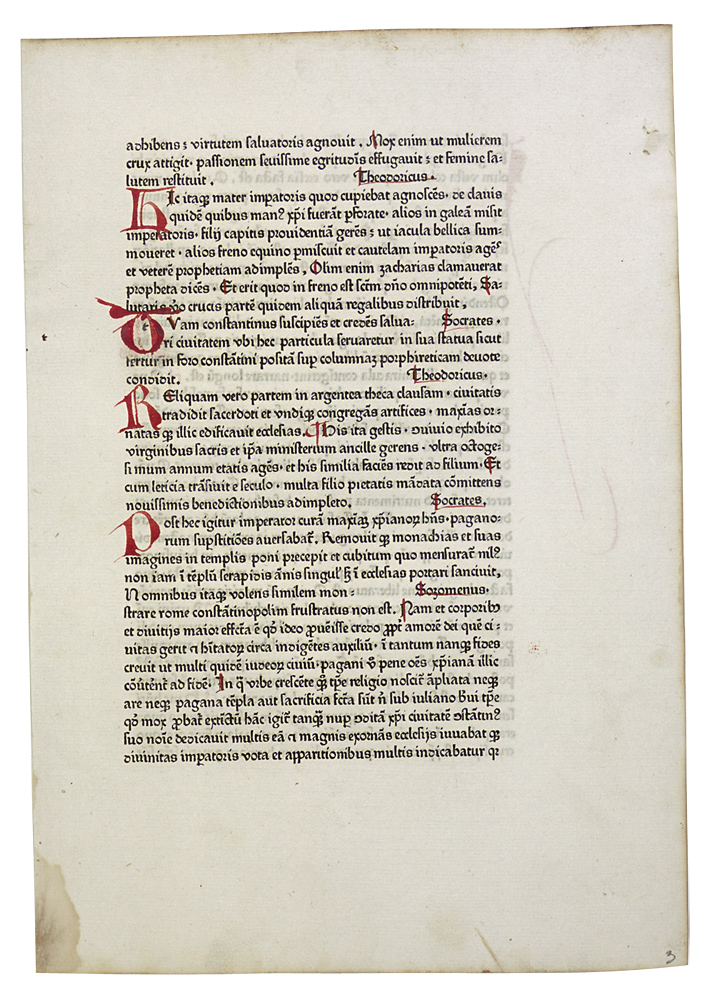
Página da Historia ecclesiastica, de Cassiodoro

Por volta do ano de 537, Cassiodoro partiu para Constantinopla, cidade onde permaneceu durante quase duas décadas, concentrando-se no estudo e na discussão dos problemas religiosos que então afligiam a cristandade e o império. Encontrou-se então com Junílio, o questor de Justiniano I. A sua permanência em Constantinopla contribuiu para o tornar num especialista em questões religiosas, especialmente no que dizia respeito às suas implicações jurídicas, matéria que se reflecte na sua obra escrita.
Usou o resto da sua carreira a tentar criar condições que permitissem ultrapassar as crescentes fracturas sociais que iam aparecendo entre o cristianismo e a sociedade Ocidente e do Oriente, entre a cultura grega e a latina, entre romanos e godos e entre a ortodoxia cristã da maioria da população e o arianismo da nobreza goda no poder.
No seu livro Institutiones refere-se elogiosamente a Dionísio Exíguo, o responsável pela introdução no calendário da contagem dos anos a partir do nascimento de Jesus Cristo, o sistema dos Anno Domini que ainda hoje se usa.
Retirando-se de Constantinopla para a propriedade que a sua família possuía na costa do mar Jónio, fundou ali o mosteiro de Vivário (Vivarium), dedicando-se à escrita de temas religiosos e onde desenvolveu uma escola médica. A estrutura do Vivário foi concebida de forma dupla, permitindo a coexistência no mesmo reduto de monges cenobíticos com eremitas.
No seu mosteiro, Cassiodoro criou uma biblioteca que no período final da Antiguidade Clássica pretendia colocar textos gregos à disposição de leitores latinos e preservar para a posteridade textos sagrados e profanos.
Naquele biblioteca, Cassiodoro não só coleccionou todos os manuscritos que conseguiu, mas também escreveu instruções destinadas a guiar os monges na forma correcta de os ler e de os copiar de forma precisa, lançando uma corrente de copistas que permitiriam a sobrevivência de muitas das obras dos clássicos durante ao anos difíceis da Idade Média europeia. Foram traduzidas e copiadas obras de autores greco-romanos como Dioscórides, Hipócrates, Galeno, entre outros. Escreveu um texto enciclopédico de História Natural com partes de Medicina. Induziu os religiosos a estudarem e aprenderem as características das plantas e as suas aplicações medicinais e terapêuticas. Apesar da cópia dos manuscritos antigos ser praticada em outros monastérios, Cassiodoro estabeleceu os scriptorium como uma parte regular da vida monástica. Este precedente introduzido por Cassiodoro em Vivarum foi adoptados pela maioria dos mosteiros beneditinos.
Infelizmente, a biblioteca do Vivário foi dispersa e perdida, apesar de ainda estar activa por volta do ano de 630, quando os monges para ela trouxeram as relíquias de Santo Acácio de Constantinopla, a quem dedicaram um chafariz artístico, alimentado por uma fonte, que ainda existe. Por essa altura, contudo, o reino godo de Teodorico já tinha colapsado sob a pressão combinada das tensões internas entre cristãos e arianos e pelo assalto dos invasores lombardos.

## Obras
- Laudes (506), um conjunto fragmentado de panegíricos pronunciados em cerimónias públicas;
- Chronica(519), um texto tentando unificar toda a história do mundo conhecido numa única sequência de governantes, juntando a história romana e goda numa sequência que parece destinada a agradar aos últimos;
- Historia Gothorum (526-533), de que apenas é conhecido um resumo feito por Jordanes;
- Variae epistolae (537), uma colectânea de documentos administrativos do reinado de Teodorico, o Grande;
- Ordo generis Cassiodororum;
- Liber de anima (538) ;
- Exposition psalmorum ;
- Institutiones;
- Expositio epistulae ad romanos;
- Codex de grammatica;
- Liber memorialis ou Liber titulorum;
- Complexiones apostolorum;
- De Orthographia;
- Historia ecclesiastica ou  Historia tripartita;
- Commenta librorum regum;
- Psalterium archetypum;
- Institutiones divinarum et saecularium litterarum (543-555);
- De artibus ac disciplinis liberalium litterarum;
- Codex Grandior, uma versão da Bíblia.